# ちゅるりちゅるりら
「ちゅるりちゅるりら」は、でんぱ組.incの楽曲。同グループ11枚目のシングルとして2014年7月30日にMEME TOKYOから発売された。DVD付きの初回限定盤A・B、及びCDのみ通常盤の3形態による発売となる。

## 収録曲
1. ちゅるりちゅるりら
作詞・作曲：前山田健一、編曲：釣俊輔
「日清カップヌードル 現代のサムライ篇」CMソング。
CMではアイドルのライブにおけるファンを主君に忠誠を誓う「現代のサムライ」、ファンが振るサイリウムを「現代の刀」と称し、現代の日本文化のひとつとして紹介している。このCMに使われているライブ映像は、3月2日に行われた「ワールドワイド☆でんぱツアー2014」のZepp Fukuoka公演終了後に、その場にいたファンに参加を呼び掛け撮影されたもの。
CM放送に伴い、4月8日よりレコチョク等で着うた「ちゅるりちゅるりら(CMバージョン)」の配信を開始[3][4]。
4月30日よりフルver.がiTunesで先行配信されたが、先に配信されたCMバージョンとは実際の歌唱割り振りや歌詞が異なっている。（CMバージョンでは「本当の仇は〜」の箇所を全員で歌っていたのに対しフルver.では夢眠ねむの単独パートになっている、「我武者羅踊れよ」が「遮二無二踊れよ」になっている、など）
歌詞は「戦国時代」をテーマに、武将の名前など史実に関するワードが多数登場する。またタイトルはタイアップ先のカップヌードルに合わせたもの。
和楽器を多用したハイテンポな楽曲で、リリース時には「でんぱ組.inc史上最速BPM」と紹介されている。
本楽曲のリリースに合わせて地上波のテレビ番組への出演が相次いだ。生出演した「スッキリ!!」や「ミュージックドラゴン」では同曲をパフォーマンスしている。
発売日と同日にタイトー「GROOVE COSTER EX」に配信された。
店着日の7月29日から8月3日にかけて、グループ初となる宣伝トラックがこの曲を流しながら都内を走り、さらにTwitterとの連動キャンペーンを実施。古川未鈴は自身のTwitterにて「夢だった」と語っている。
MVはメンバーが過去にタイムスリップし、様々なキャラクター(侍や忍者、花魁など)に扮して戦国の世で戦うという物語となっており、落ちサビではディアガール(でんぱ組.incも所属する秋葉原のカフェ＆バー「秋葉原ディアステージ」の従業員)を含むエキストラも加わった群舞を見ることができる。また、プロデューサーのもふくちゃんも出演している。タイアップに合わせてメンバーがカップヌードルを食べるシーンもある。
このMVはYouTubeでも公開されているが、特典DVDのものとは違い冒頭部分が早送りされるなど編集が加えられている。
2015年4月からは、ラジオ番組『でんぱch.♥〜TOKYO DEMPA INTERNATIONAL〜』のオープニングなどに、イントロなどが使用されている。
2. 檸檬色
作詞：meg rock・作曲：長沼良、編曲：飛内将大
MVはBOZO&YGQによるもので、楽屋の様子を超スローモーション映像にしたもの。このMVにもカップヌードルが登場する。
3. ちゅるりちゅるりら（Off Vocal）
4. 檸檬色（Off Vocal）

### 初回限定盤DVD A
1. ちゅるりちゅるりら Music Video
2. ちゅるりちゅるりら Music Video メイキング映像
3. ちゅるりちゅるりら Music Video Dance Shot Ver.

### 初回限定盤DVD B
1. 檸檬色 Music Video
2. 檸檬色 Music Video メイキング映像
3. 檸檬色 Music Video メンバーソロShot